# 三棱
三稜是中藥之一，又名䔷、山棱，屬活血化瘀藥，能破血消癥，藥用部份为黑三棱科植物黑三棱Sparganium stoloniferum Buch.-Ham.的乾燥塊莖。
荊三稜是莎草科植物荊三稜 (Scirpus fluviatilis (Torr.) A. Gray) 的塊莖。荆三稜的球形块茎质地鬆泡。荆三稜是三稜的混淆品，其性味及功效均與三稜有異，不是同一中藥。

## 性味歸經功效
- 【性味】辛、苦，性平。[2]

- 【歸經】入肝、脾經。

- 【功效】破血行氣，消積止痛。適用於多種腫瘤，以及血瘀氣滯、腹部結塊、肝脾腫大、經閉腹痛、食積脹痛等。[2]

## 用法
- 一錢至三錢，煎服。

## 外部連結
- 三棱 中藥材圖像數據庫  (香港浸會大學中醫藥學院) （中文）（英文）
- 三稜 San Leng（页面存档备份，存于） 中藥標本數據庫 (香港浸會大學中醫藥學院) （繁體中文）（英文）
- 黑三稜 Hei San Leng（页面存档备份，存于） 中藥標本數據庫 (香港浸會大學中醫藥學院) （繁體中文）（英文）
- （中文）《活血化淤药—三稜（页面存档备份，存于）》，中华传统文化网